# 気候行動ネットワーク
気候行動ネットワーク（きこうこうどうネットワーク、英語: Climate Action Network、略称CAN）は、気候変動問題に取り組む非政府組織（NGO）の世界的ネットワークである。
120カ国以上・1100もの団体から構成される。

## 化石賞と宝石賞
気候変動枠組条約締約国会議（Conference of the Parties、COP）などの会期中、地球温暖化対策に対する姿勢が積極的でない国に対して「化石賞」、めざましいリーダーシップをとった国には「宝石賞」を贈っている。（化石賞は順位を付けて発表している。）
化石賞の1位を複数国とすることもある（COP18ではアメリカ、カナダ、ロシア、ニュージーランド、日本を1位とした）。
宝石賞については条件付きとすることもあり、例えば2014年には日本が条件付きの宝石賞とされている。
会期中は、化石賞が毎日発表される。2021年のCOP26では、オーストラリアが「化石賞」を5回受賞して「金賞」となった。次いで、イギリス、アメリカ、ブラジルが、化石賞を2回受賞した。2023年のCOP28では、ニュージーランド、アメリカが受賞した。日本はCOP25からCOP28にわたり、化石賞を受賞している。
一方、中華人民共和国は世界最大の温室ガス排出国であるにもかかわらず2013年のCOP19で受賞したのが最後で、新興国で複数回受賞しているインドやブラジルなどと比べても少なさが際立っているが、これは、中国国内でのNGO弾圧につながることを懸念して刺激を避けているのではないかとするCAN関係者の談話が報じられている。この関係者は、化石賞は単なる批判ではなく、政策改善への期待も込めたものであると語った。